# Błonoskórek korzeniasty

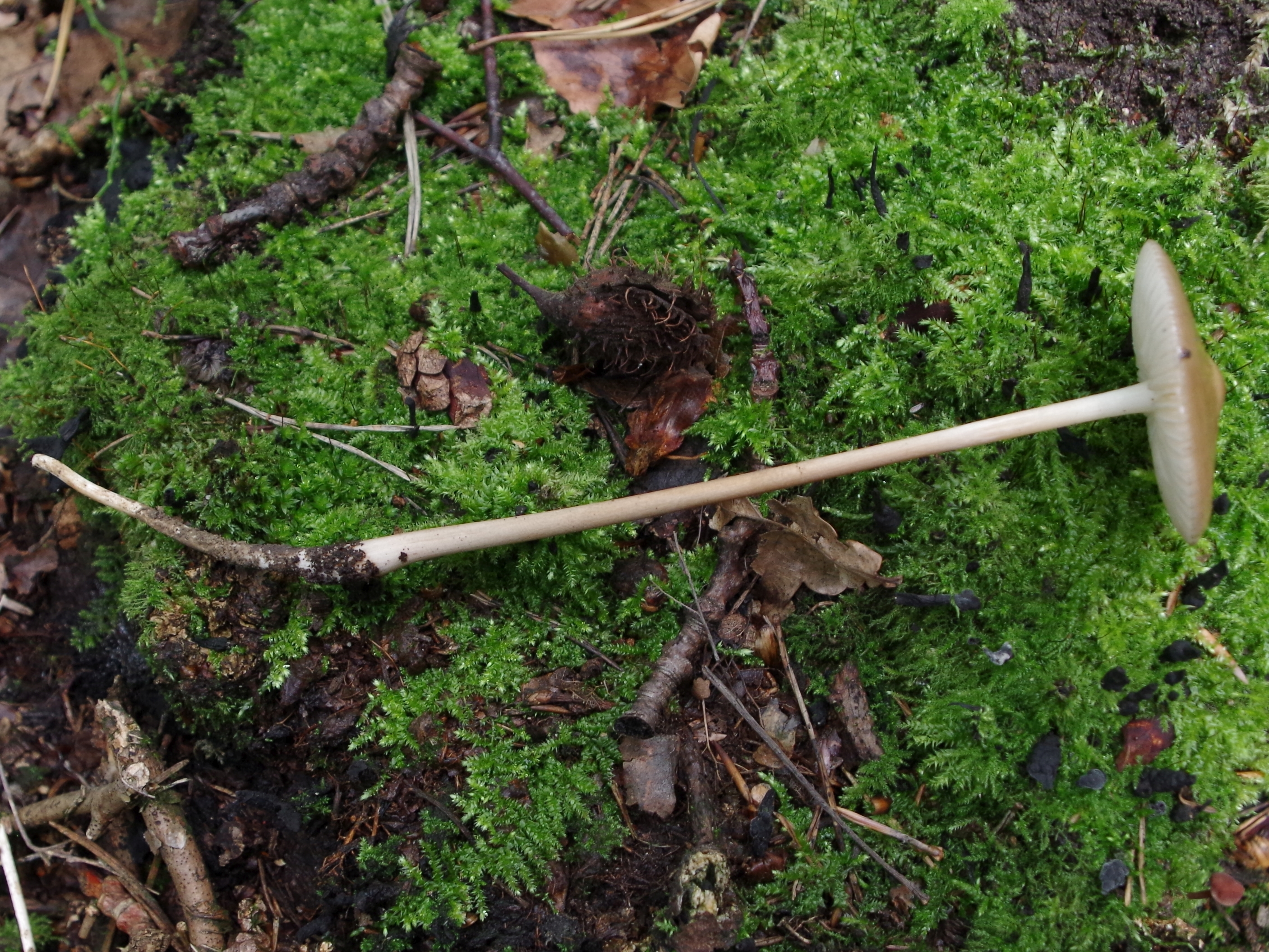

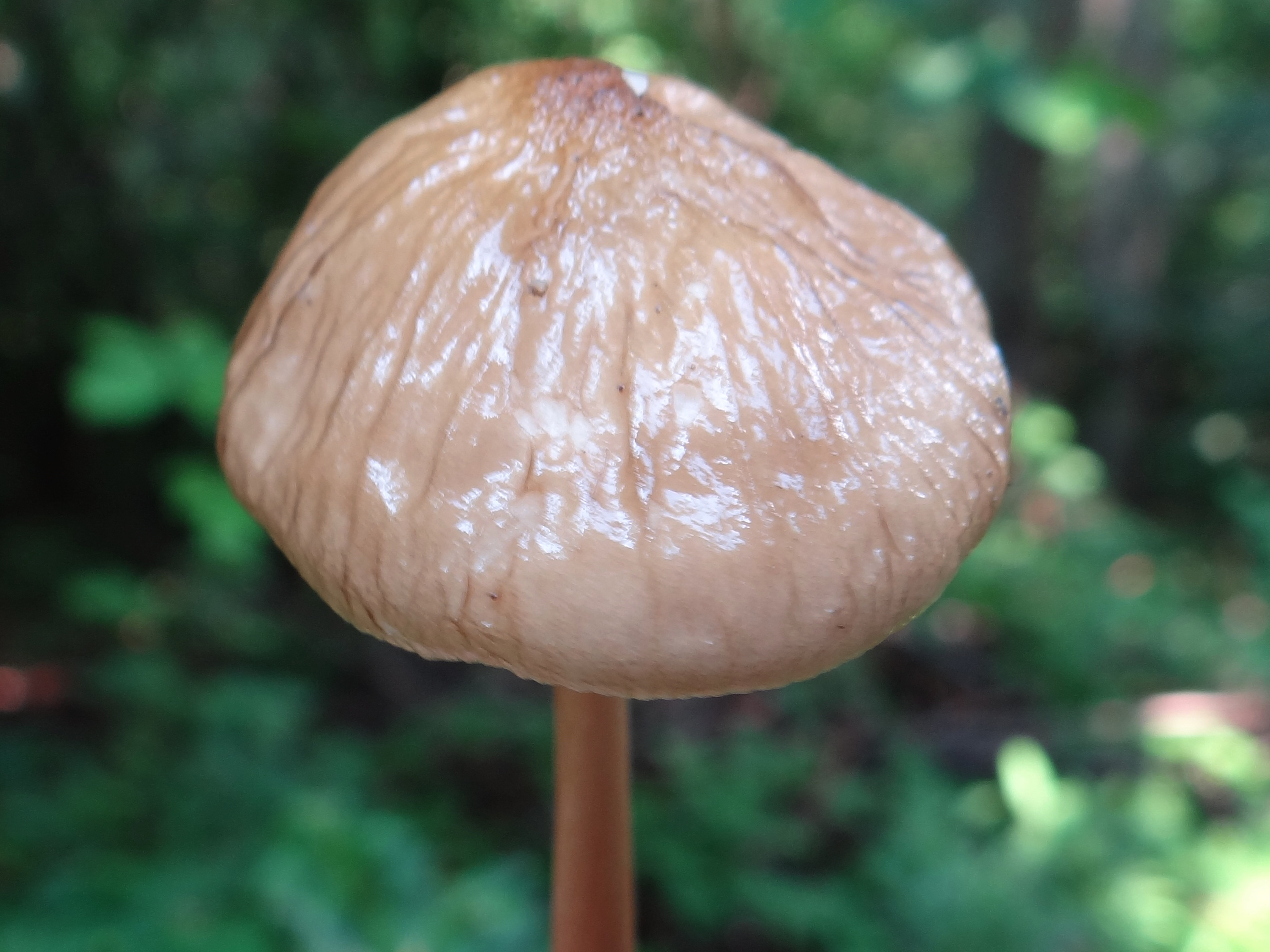

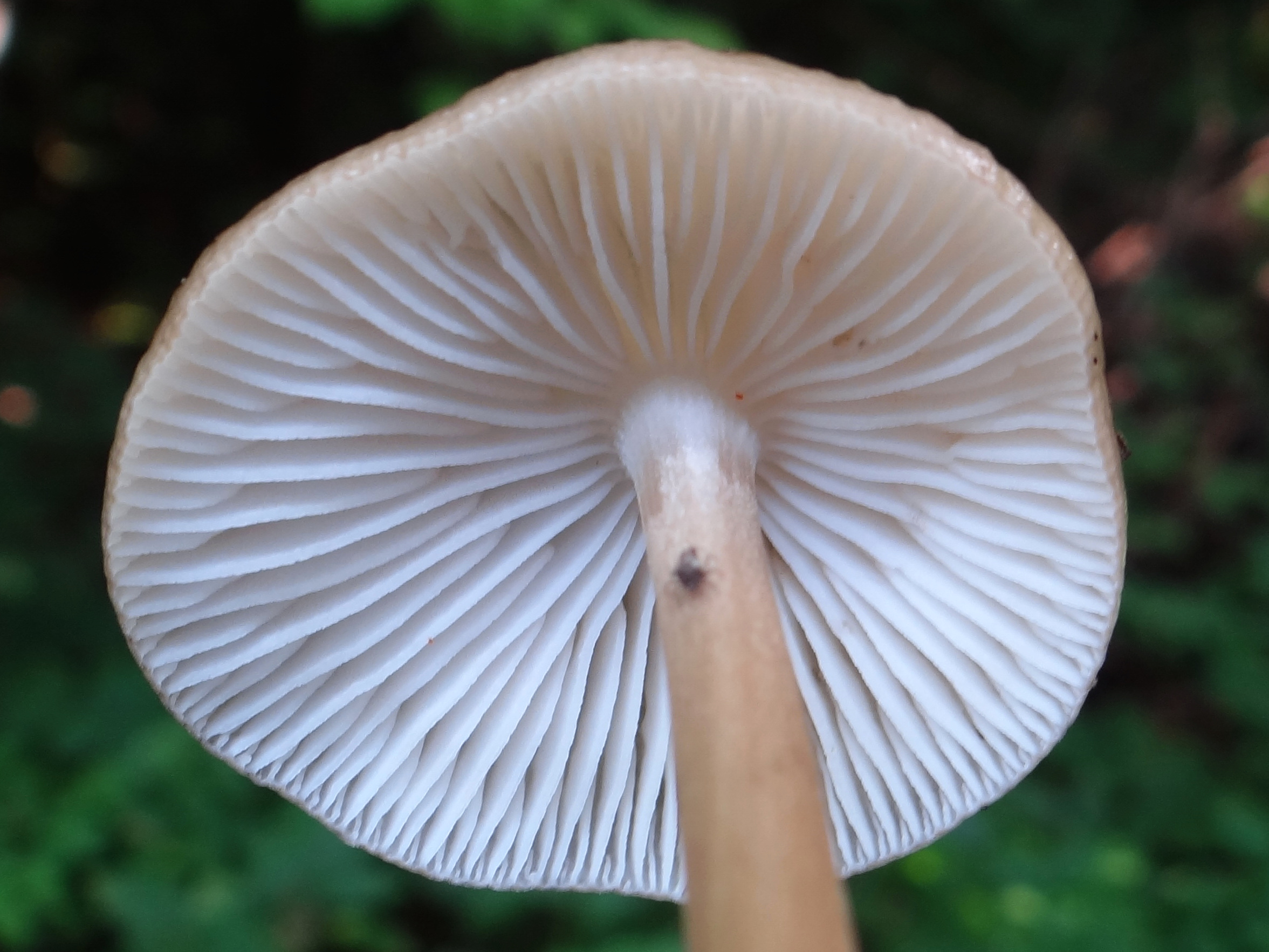

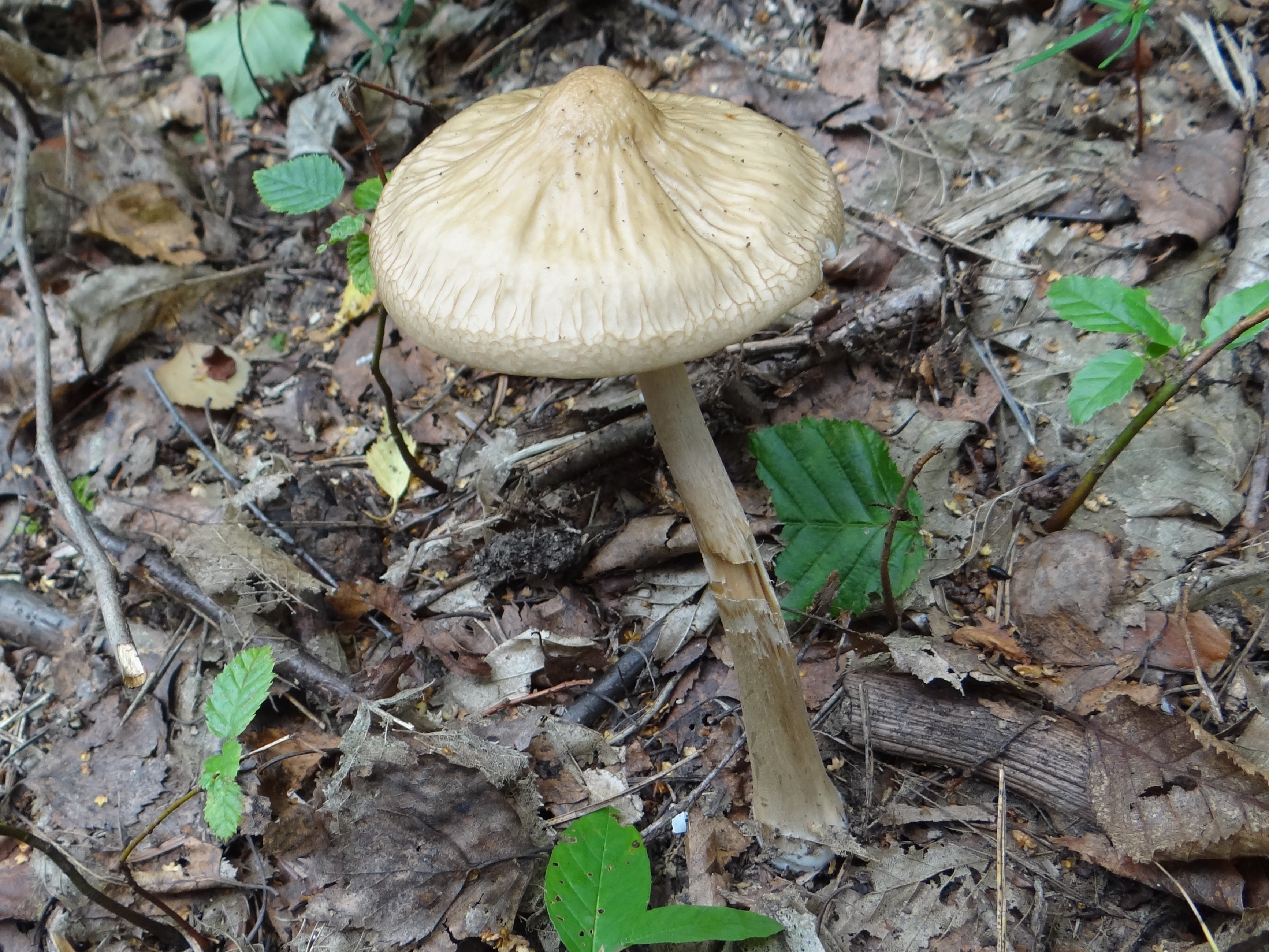

Błonoskórek korzeniasty (Hymenopellis radicata (Relhan) R.H. Petersen) – gatunek grzybów z rodziny obrzękowcowatych (Physalacriaceae).

## Systematyka i nazewnictwo
Pozycja w taksonomii: Physalacriaceae, Agaricales, Agaricomycetidae, Agaricomycetes, Agaricomycotina, Basidiomycota, Fungi.
Po raz pierwszy takson ten opisał go Richard Relhan jako Agaricus radicatus, później przez różnych mykologów zaliczany był do rodzajów Collybia, Mucidula, Gymnopus, Oudemansiella, Xerula. W 2010 r. Ronald H. Petersen przeniósł go do nowo utworzonego rodzaju Hymenopellis.
Gatunek Hymenopellis radicata ma około 50 synonimów naukowych. Niektóre z nich:
- Agaricus radicatus Relhan, 1786
- Collybia napipes Sacc. 1887
- Collybia radicans P. Kumm. 1871
- Gymnopus radicatus (Relhan) Gray 1821
- Oudemansiella radicata (Relhan) Singer 1936
- Xerula radicata (Relhan) Dörfelt 1975

W 2003 r. Władysław Wojewoda nadał mu polską nazwę pieniążkówka gładkotrzonowa (dla synonimu Xerula radicata). W polskim piśmiennictwie mykologicznym gatunek ten opisywany był także jako pieniążkówka korzeniasta i monetka korzeniasta. Po przeniesieniu tego gatunku do rodzaju Hymenopellis wszystkie nazwy polskie stały się jednak niespójne z nową nazwą naukową, co stanowiło przyczynę rekomendacji Komisji ds. Polskiego Nazewnictwa Grzybów Polskiego Towarzystwa Mykologicznego, do aktualizacji nazwy w 2024 r.

## Morfologia
Kapelusz
Średnica 4–12 cm, u młodych owocników dzwonkowaty, później płaskołukowaty, w końcu płaski. W środku posiada zazwyczaj tępy garb. Powierzchnia gładka, w czasie wilgotnej pogody błyszcząca i lepka, w czasie suchej wysychająca. Często charakterystycznie pomarszczona. Błyszczący, barwy ochrowej, żółtobrązowej, żółtosiwej. Skórka daje się łatwo ściągnąć.
Blaszki
Rzadkie, różnej długości, przy trzonie zaokrąglone lub wykrojone ząbkiem, barwy białej.
Trzon
Wysokość 10–20 cm, grubość 5–12 mm. Walcowaty, w dolnej części zazwyczaj zgrubiały, u młodych owocników pełny, u starszych rurkowaty. Wydłużona, cieńsza korzeniasta część podziemna, o długości dochodzącej do 30 cm, posiadająca skręcone włókna. Powierzchnia gładka, delikatnie podłużnie karbowana, biaława, dołem brązowawa.
Miąższ
Kruchy, biały, niezmieniający barwy po uszkodzeniu. Smak łagodny, zapach niewyraźny.
Cechy mikroskopowe
Wysyp zarodników biały. Zarodniki szeroko elipsoidalne, wydłużone, gładkie, o rozmiarach 15–18 × 8–10 µm. Cheilocystydy maczugowate, wybrzuszone, o rozmiarach 60–110 × 12–35 µm. Pleurocystydy szeroko maczugowate, szeroko zaokrąglone, o obciętych wierzchołkach i rozmiarach 60–120 × 22–35 µm.
Gatunki podobne
- pieniążkówka dębowa (Xerula pudens) ma kapelusz suchy, bez zmarszczek i nie posiada korzeniastego trzonu[5],
- mokrononóżka bukowa (Hydropus subalpinus), ma kapelusz bez zmarszczek z ostrzejszym czubkiem. Gatunek rzadki[7].

## Występowanie i siedlisko
Najwięcej stanowisk odnotowano w Europie, Australii i USA. Podano występowanie także w Japonii, Algierii i Turcji. W Polsce gatunek pospolity.
Saprotrof. Rośnie w lasach liściastych i mieszanych, w parkach, ogrodach botanicznych, przy drogach na próchniejących podziemnych korzeniach, próchniejących pniakach i drewnie przykrytym ziemią, szczególnie często na bukach, dębach, grabach, topoli osice. Owocniki wytwarza od czerwca do listopada. Szczególnie pospolity jest w lasach bukowych. Grzyb jadalny, ale o małej wartości.